# Nokia 808 PureView
Nokia 808 PureView — смартфон з камерою з 41-мегапіксельною матрицею. Останній смартфон Нокії, що працює на операційній системі Symbian (Nokia Belle).

## Загальні дані
- Nokia 808 PureView порівняно з наступником Nokia Lumia 1020Дата випуску: 2012 р. (2-й квартал)

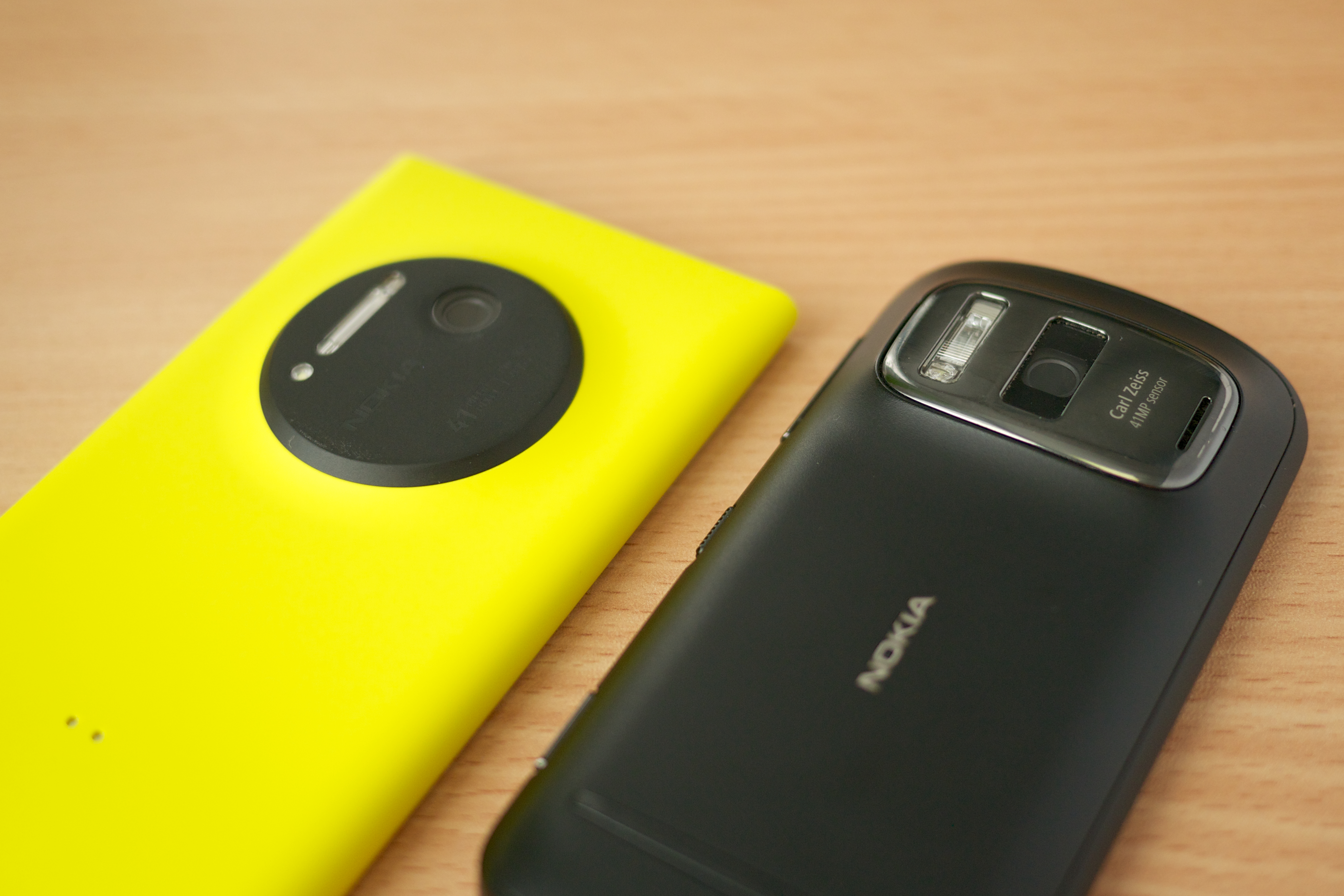
Nokia 808 PureView порівняно з наступником Nokia Lumia 1020

- Стандарт: GSM 850, GSM 900, GSM 1800, GSM 1900, UMTS (WCDMA)
- SAR (рівень опромінення): 1.23 Вт/кг
- Платформа: Nokia Belle
- Операційна система: Nokia Belle Feature Pack 2
- Графічний прискорювач Broadcom BCM2763 (підтримка OpenVG 1.1 та OpenGL ES 2.0)
- Тактова частота: 1300 МГц
- Довжина: 123,9 мм
- Ширина: 60,2 мм
- Товщина: 13,9 мм (в області камери: 18 мм)
- Вага: 169 г
- GPS-Навігація

У вересні 2018 р. з'явилася інформація, що на початку 2019 р. Нокія випустить Nokia 9 PureView.

## Акумулятор
- Тип батареї: Li-ion (BV-4D)
- Місткість: 1400 мА·ч
- Час очікування: 465 год (540 год — у мережі WCDMA)
- Час розмови: 11 ч (6.5 год — у мережі WCDMA)

## Корпус
- Сенсор PureView Pro і зображення 16:9 та 4:3Матеріал корпусу: полікарбонат
- Конструкція корпусу: моноблок

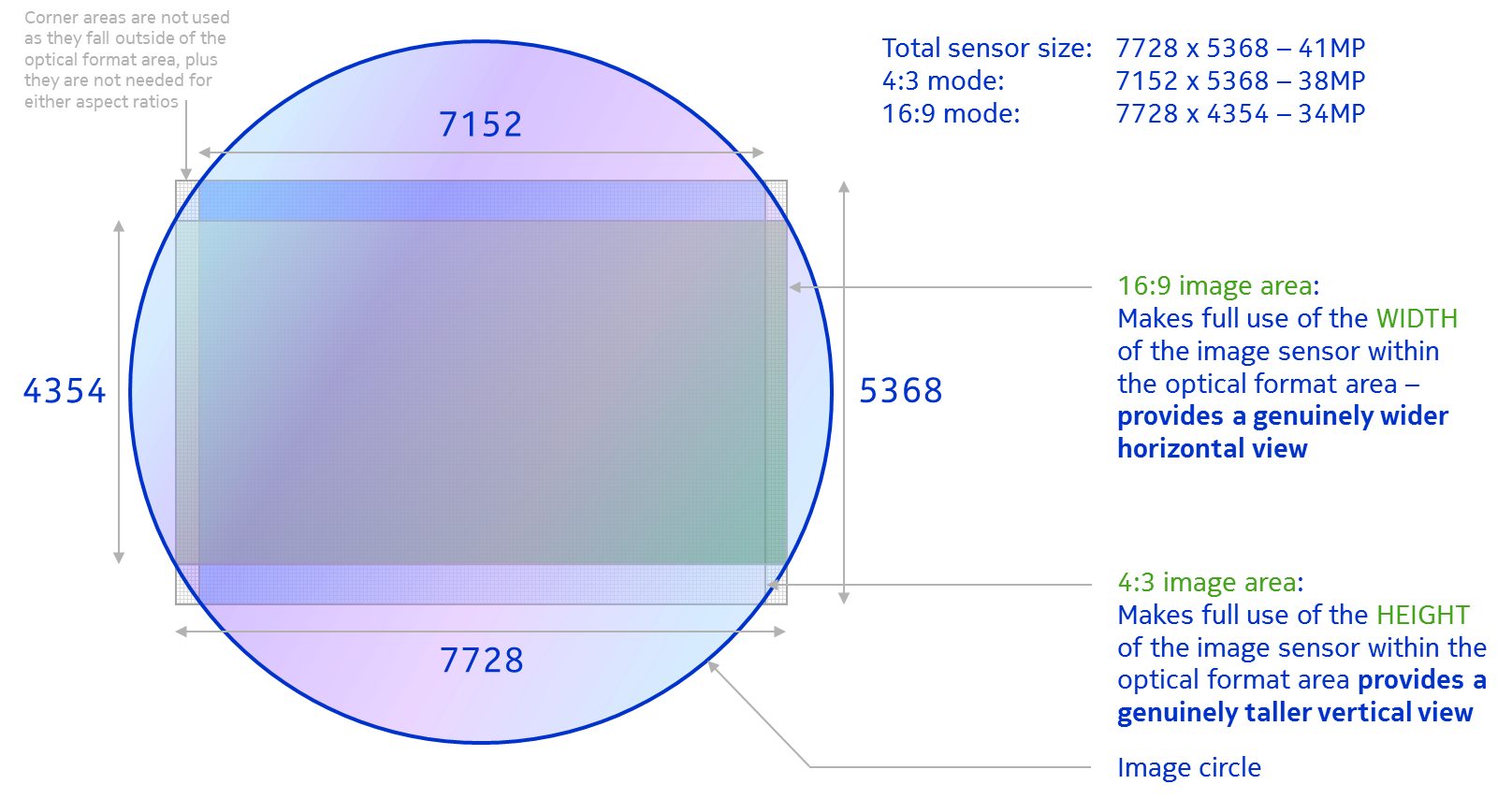
Сенсор PureView Pro і зображення 16:9 та 4:3

- Кольори корпусу: білий, червоний і чорний
- Вбудована антена

## Дисплей
- Технологія екрану: AMOLED ClearBlack (Gorilla Glass)
- Тип екрану: 16 млн кольорів
- Розмір екрану: 360 x 640 пікселів (16:9 nHD)
- Діагональ екрану: 4 дюйма / 10 (10.16) см
- Сенсорний екран: ємнісний (мультитач)

## Робота зі звуком
- Тип дзвінка: поліфонічний (64-тональний)
- Цифрове аудіо на дзвінок (AAC, eAAC, eAAC+, WMA, AMR-NB, AMR-WB)
- Вібро
- Голосовий набір
- Голосове управління
- Гучний зв'язок
- Диктофон
- FM-радіо
- FM-трансмітер
- Цифровий аудіоплеєр (MP3, M4A, AAC, AAC+, eAAC+. WMA)
- Dolby Digital Plus
- Dolby Headphone

## Пам'ять
- Обсяг енергонезалежної пам'яті: 16384 МБ
- Обсяг оперативної пам'яті: 512 МБ
- Підтримка карт пам'яті: microSD (TF), microSDHC
- Макс. обсяг карти пам'яті впирається в рамки файлової системи exFAT (2 ТераБайта)

## Короткі повідомлення
- MMS
- SMS-шаблони

## Передача даних
- E-mail-клієнт
- HTML-браузер (HTML 4.1, Basic HTML 5, Flash Lite 4.0)
- HSUPA (Cat6 5.76 Mbps)
- HSDPA (Cat10)
- EDGE
- GPRS (class B, multislot class 33)
- WiFi: 802.11 b, 802.11 g, 802.11 n (підтримка UPnP)
- Bluetooth 3.0 (+ EDR)

## Входи/виходи
- Тип роз'єму для ПК: microUSB
- Тип роз'єму для з/у: microUSB
- USB вихід (v 2.0)
- Аудіовихід: 3.5 мм
- USB OTG (v 1.3)
- ТБ-вихід
- HDMI-вихід

## Фото/Відео

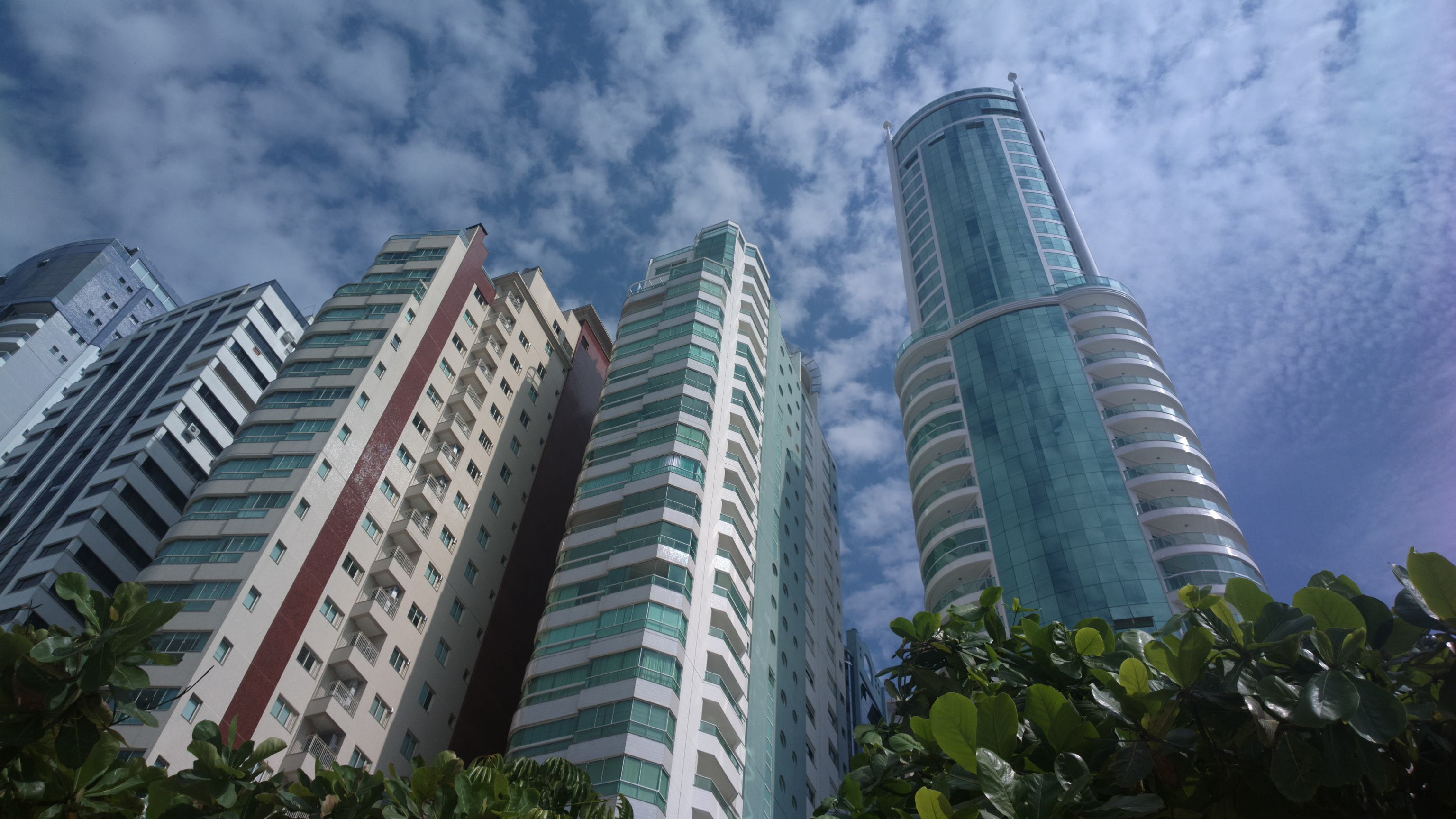
Приклади фото на смартфон Nokia 808 PureView

- Приклади фото на смартфон Nokia 808 PureView Вбудована камера: оптика Carl Zeiss (4 пластикові лінзи, 1 скляна)
- Фізичний розмір матриці: 1/1,2" (10,5 x 8 мм)
- Кількість пікселів: 41 Мп (ефективних — 38 Мп / через сторонні додатки камери до 41.5 Мп / через мод для камери так само до 41,5 Мп)
- Роздільна здатність камери: 7728x5368 px (ефективне — 7152х5368 px / через сторонні додатки камери до 7728x5368 px, при цьому розмір знімка досягає до 40 МБ)
- Вбудований спалах: ксеноновий і світлодіодний
- Цифровий zoom: фото — до 3х, відео — від 4х до 12х (без втрати якості)
- Автофокус
- Geotagging
- Підтримка відео (Full HD (1920x1080) 30fps [Default], HD (1280x720) 30fps, nHD (640x360) 30fps)
- Макс. кількість кадрів в секунду: 30 fps
- Макс. дозвіл відео: 1920 x 1080 px (FullHD 1080p)

## Додатково про Nokia 808 PureView
- Акселерометр
- Датчик магнітного поля
- Датчик освітленості
- Органайзер
- Календар
- Java-ігри і програми (MIDP 2.1)

## Нагороди
- Найкраще пристрій виставки Mobile World Congress 2012;
- Приз Best Imaging Innovation («Краща інновація в зображенні») на TIPA Awards 2012.